# Jacques e il suo padrone. Omaggio a Denis Diderot in tre atti
(M.Kundera, Jacques e il suo padrone, Atto terzo, Scena Prima)
Jacques e il suo padrone (titolo originale in ceco: Jakub a jeho pán: Pocta Denisu Diderotovi o třech jednáních, ossia Jacques e il suo padrone: Omaggio a Denis Diderot in tre atti) è una pièce teatrale di Milan Kundera scritta a Praga dopo l'invasione della Cecoslovacchia da parte dell'esercito sovietico. Pubblicata nel 1971, la commedia debutta a Ústí nad Labem solo quattro anni dopo, sotto il nome di Evald Schorm.
Nel 1981 l'opera viene stampata in Francia dalle edizioni Gallimard a cura dello stesso Kundera con postfazione di François Richard, Variation sur l'art de la variation.

## Titolo
Il titolo richiama il romanzo filosofico Jacques le fataliste, su cui Denis Diderot lavorò dal 1765 al 1784, anno della sua morte. Diderot è una presenza costante nelle opere di Kundera: i saggi I testamenti traditi e L'arte del romanzo lo ricordano come un evento inusitato nella storia della letteratura mondiale. Con Jacques e il suo padrone il debito nei confronti dell'enciclopedista francese diventa un omaggio in suo onore. Il tributo a Diderot viene annunciato e motivato nella prefazione Introduction à une variation, scritta dallo stesso Kundera.

## Genesi dell'opera

### Il romanzo-gioco
All'oppressione della Boemia Kundera risponde omaggiando un testo, Jacques le fataliste et son maître, che nega l'estetica del realismo e rappresenta un'affermazione di libertà. L'opera di Diderot dissolve gli abituali canoni narrativi, non ha una trama, i dialoghi si arrestano senza giungere a conclusione. Kundera d'altronde respinge l'idea che una commedia o un romanzo possano essere «seri», fedeli all'attualità del mondo. Sono invece di forme di divertissement che mettono in questione tutto ciò che trattano, di «possibilità ludiche» manifeste nel piglio ironico che attraversa la sua produzione letteraria. Nella prefazione di Jacques e il suo padrone, la Vita e opinioni di Tristram Shandy, gentiluomo, composta da Laurence Sterne, è richiamata come modello di romanzo-gioco: la quasi totalità del libro si concentra sulle relazioni precedenti il concepimento di Tristram, che viene bruscamente liquidato poco dopo la sua nascita.
In Jacques e il suo padrone, alla stregua del Tristram, il principio di unità d'azione è assolutamente trascurato: si tratta di un'assenza finalizzata, in concomitanza con l'intreccio di genere teatrale e narrativo, a rivendicare la libertà del romanzo, le fattezze che esso potrebbe assumere. Sterne e Diderot incarnano quest'esigenza di esplorare le possibilità della letteratura, che in Kundera si snoda lungo il progetto letterario a cui ha dato vita fino ad oggi.

### La variazione
Sterne e Diderot rappresentano per Kundera episodi unici nello sviluppo del panorama letterario occidentale. Nell'Introduction à une variation egli sottolinea una particolare caratteristica che li accomuna: i loro romanzi non sono riscrivibili poiché condividono una caoticità che sarebbe riducibile soltanto ad aneddoti. La pratica dell'adattamento artistico è un tema caro allo scrittore ceco, un tema che si apre alla cultura toutcourt e ne profila una perdita di senso.
Questo motivo tematico è uno degli anelli di congiunzione tra la sua commedia e Jacques le fataliste, in cui il padrone di Jacques impreca contro chi osa scrivere ciò che già è stato scritto. Recuperando le sue parole Kundera associa l'adattare a un indebolimento dell'originale espressione artistica, a un ridimensionare in formato digest. Per contro egli ammette le variazioni, il recupero di una cifra ispiratrice, di un filo conduttore: Jacques e il suo padrone è appunto una variazione del celebre romanzo su cui si modella. Inoltre nell'Introduction l'autore stesso fa rilevare l'affinità tra Jacques e il suo padrone e i due amici protagonisti de La mela d'oro dell'eterno desiderio in Amori ridicoli.

## Stile e allestimento
Nell'Introduction Kundera denuncia la rigidità a cui costringe il lavoro teatrale. Essa viene smussata dai tratti romanzeschi dell'opera. I due generi si avviluppano nella tecnica del dialogo: i personaggi raccontano di dialoghi dialogando tra loro, con frasi per lo più brevi, asciutte, veloci. Non di rado le narrazioni sono interrotte da pretesti triviali. Per questo motivo Jacques non finirà mai di raccontare al padrone del suo passato innamoramento, di cui parla fin dai primi scambi di battute del libro.
L'unità di azione viene rifiutata. Altri metodi concorrono a rendere l'organicità del complesso:
- polifonia;
- mescolanza di storie che non si succedono ordinatamente;
- tecnica delle variazioni: tutte le storie sono variazioni di altre. A tal proposito Kundera sottolinea che Jacques e il suo padrone non è solo un omaggio a Diderot ma anche alle stesse variazioni, a cui renderà omaggio anche ne Il libro del riso e dell'oblio. L'accorgimento della variazione ha una struttura "frattale" in quanto è applicabile a più livelli del testo. Variazione è l'opera in sé, lo sono gli episodi narrati, ma anche il comportamento dei personaggi che si scoprono costretti a ricalcare le azioni compiute nello scritto di Diderot.

Per espressa volontà dell'autore la commedia va rappresentata senza intervalli e su una scena spoglia in cui, all'occorrenza, si posizionano arredi molto poveri. Gli atti possono essere distinti con il sipario o con un breve offuscamento della scena.
Sul palcoscenico dev'essere posta una pedana. L'azione presente si svolge nel proscenio, sulla pedana quelle passate. Non manca il contatto tra i due momenti temporali. Nonostante queste precise indicazioni alcuni registi teatrali hanno elaborato il testo a modo loro. Deluso, Kundera ha proibito che l'opera venisse messa in scena ulteriormente, se non da parte di teatri amatoriali in cui la «scarsità d mezzi economici garantisce la semplicità più assoluta» della rappresentazione.

## Trama
Nelle ultime righe dell'Introduction Kundera mostra il contesto in cui inquadrare la trama della sua commedia rispetto alla storia dell'Occidente letterario moderno. Come fosse un viaggio cominciato da Cervantes, ne ripercorre le tappe che predilige presentando ognuna come variazione dell'altra. La veduta a volo d'uccello inquadra Don Chisciotte, che si dirige ad affrontare i suoi avversari, e si sposta poi su Toby Shandy, zio di Tristram, che narra la sua giovinezza combattente al valletto Trim, zoppo. Zoppo è pure l'errabondo Jacques in compagnia del nobile francese, coppia, questa di servo e padrone, che Aspettando Godot ripropone nel vuoto scenico sperimentato prima da Diderot.
L'ascendenza diderotiana emerge compiutamente nella trama scarna della pièce. Richiamando la tradizione del Grand Tour, Jacques e il padrone stanno compiendo un viaggio che costituisce il fil rouge attorno a cui si intrecciano le loro storie. I due evocano le proprie avventure e delusioni d'amore rappresentate anche sulla pedana, cioè nel passato, dai vari personaggi coinvolti: Bigre, Justine, Saint-Ouen, Agathe e gli altri. Quando la scena si sposta nella Locanda del Grande Cervo l'ostessa, Madame de La Pommeraye, s'impadronisce della scena. Al racconto dell'insidia in cui ella trascina il Marchese des Arcis è dedicato interamente il secondo atto.
L'improvvisa comparsa dell'ostessa è accompagnata da una rivelazione: tutto è già stato scritto e l'ostessa conosce fin dal principio i piatti che Jacques e il nobile ordineranno. Allora essi si rendono conto che i loro gesti sono una reinterpretazione di gesti compiuti due secoli prima, nel dialogo filosofico firmato Denis Diderot. Per questa ragione, sebbene i viandanti non sappiano dove sono diretti, la commedia non assume quella curvatura fatalista che immerge i personaggi del primo Jacques in un disegno imperscrutabile.
In seguito a racconti, fulminanti rivelazioni e una breve disavventura con la legge, si conclude la tappa alla locanda.
Jacques e il suo padrone riprendono il loro viaggio ramingo.